# Worst Episode Ever
«Worst Episode Ever» (рус. Самый худший эпизод) — одиннадцатый эпизод двенадцатого сезона мультсериала «Симпсоны». Впервые вышел в эфир 4 февраля 2001 года.

## Сюжет
Барт находит в холодильнике старую пачку соды. Гомер спорит с сыном на 50 долларов, что съест соду и не отравится. Однако от съеденного продукта у него начинаются галлюцинации и деньги получает Барт. Вместе с Милхаусом мальчик идёт в магазин Апу и, как уже это бывало раньше, они покупают много конфет и у друзей остаётся всего 10 долларов. На них ребята хотят купить новый тысячный выпуск комикса «Радиоактивный Человек», но этих денег не хватает, так как новый комикс сделан из непромокаемой бумаги. Тем временем в магазин заходит мать Мартина Принса. Пока её сын находится в лагере для похудения, она решает тайно продать все его коллекционные вещи. Продавец Комиксов соглашается купить всё за 5 долларов, но Барт отговаривает мать Мартина от невыгодной сделки и вещи возвращаются домой. Разозлившийся Продавец Комиксов фотографирует Барта и Милхауса и вешает их фото на стену позора, где изображены лица, вход которым в «Подземелье Андроида» строго запрещён. Случилось это как нельзя не вовремя — в магазине вскоре собирается выступить известный мастер спецэффектов Том Савини. Не сумев пробраться в «Подземелье» тайком, ребята вынуждены ждать окончания шоу у входа, так как Гомеру посетить мероприятие никто не запрещал. Но после того, как Савини показал несколько своих трюков на Продавце Комиксов, у того случается настоящий сердечный приступ. Барт и Милхаус вовремя вызвали скорую помощь и спасли Продавцу жизнь. За это Продавец Комиксов делает их новыми продавцами в своём магазине, ведь после стресса ему стоит временно избегать своей работы.
Мальчики радостно принимаются за работу. Но вскоре получается, что Барт больше ведёт себя как начальник, а Милхаус — наоборот, как подчинённый. В отсутствие Барта Милхаус совершает невыгодную сделку, закупив 2000 экземпляров комикса о «Супергерое Биклопе», который никто не покупает. Узнав об этом, Барт хочет побить Милхауса за непослушание. В драке ребята случайно обнаруживают кучу нелегальных видеофильмов Продавца Комиксов. Решив окупить неудачные комиксы, дуэт решает организовывать закрытые кинопоказы для своих друзей. А тем временем, пытаясь найти себе новое увлечение, Продавец Комиксов знакомится с Агнесс Скиннер, матерью Директора Скиннера. Они быстро влюбляются друг в друга и перед Скиннером появляется неприятная возможность заиметь себе отца в виде Продавца Комиксов, чему тот очень не рад.
Вскоре нелегальный кинотеатр Барта и Милхауса обнаруживает полиция и пытается арестовать детей. Но те честно говорят Виггаму, что лишь взяли без спросу кассеты Продавца Комиксов. Поэтому полицейские едут арестовывать Продавца, которого вскоре обнаруживают в доме Скиннеров при ужасных обстоятельствах — тот как раз занимался сексом с Агнесс! Придя в себя после увиденного (одного полицейского даже вырвало), полиция забирает Продавца в тюрьму. Так Продавец лишился своей любви, а Барт с Милхаусом — магазина. Но последние не больно из-за этого печалятся и возвращаются к своей привычной жизни.

## Интересные факты
- Несмотря на название серии, данный эпизод получил положительные отзывы от критиков. Название серии лишь отсылает нас к одному из главных героев данной серии — Продавцу Комиксов, который уже появлялся с табличкой «Худший Эпизод» в серии «Saddlesore Galactica» из предыдущего сезона.